# Rhun Hir ap Maelgwn
Pour les articles homonymes, voir Rhun (roi) et Rhun mab Urien.
Rhun ap Maelgwyn (492? - †582?) (En latin : Rugenus, en anglais : Run), surtout connu sous le nom de Rhun Hir ("le Long"), était un roi de Gwynedd, un royaume qui fait aujourd'hui partie du Pays de Galles.

## Contexte
En succédant à son père (vers 547 ou 549), Maelgwn Hir ap Cadwallon, Rhun reçoit ce qui est alors le royaume le plus puissant de l'île de Bretagne. Il se retrouve impliqué dans un conflit dynastique avec Elidyr Llydanwyn, roi de Rheged. Ce dernier avait en effet épousé la sœur de Rhun et s'estimait en conséquence l'héritier légitime de Gwynedd. Il tente une invasion qui échoue, et dans laquelle il perd la vie. Mais les cousins d'Elidyr, Rhydderch Hael de Strathclyde et Clydno Eidyn de Lothian, restent des rivaux acharnés de Rhun et de son demi-frère, Brude, le chef des Pictes du sud. Rhydderch et Clyndo, aidés du frère d'Elidyr, Cinmarc,  pillent la ville d'Arfon (aujourd'hui appelée Caernarfon) sur l'île d'Anglesey.
Rhun riposte en levant une armée à travers tout le nord du Pays de Galles et de l'Angleterre, et, en alliance avec Brude, le sud des terres des Pictes. Bien que son autorité fut reconnue de tous, Rhun manque de ressources pour maintenir le contrôle  d'une zone aussi large, et finit par signer la paix avec Peredur de York et retourne dans le Gwynedd, probablement au milieu des années 560. Bien que son règne dura encore une vingtaine d'années, on sait plus rien de lui.

## Sources
- (en) Mike Ashley The Mammoth Book of British Kings & Queens Robinson (Londres 1998)   (ISBN 1841190969) « Rhun Hir Gwynedd  c549 - ?580s » p. 143-144.
- (en) Peter Bartrum, A Welsh Classical Dictionary : People in History and Legend Up to about A.D. 1000, Aberystwyth, National Library of Wales, 1993, 649 p. (ISBN 978-0-907158-73-8), p. 643-645  RHUN ap MAELGWN GWYNEDD. (500)